# Christodoulos

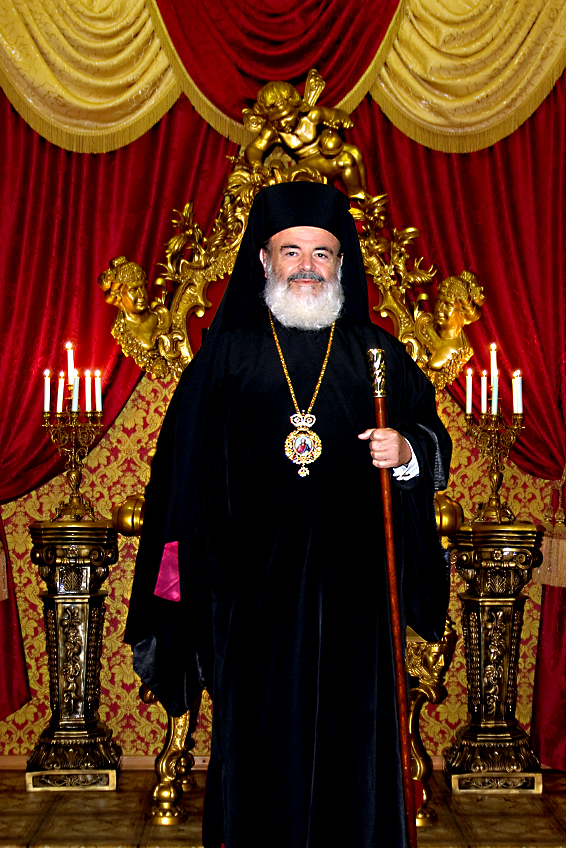
Ärkebiskop Christodoulos av Aten och hela Grekland.

Christodoulos (grekiska Χριστόδουλος), född som Christos Paraskevaides (Χρήστος Παρασκευαΐδης) 16 januari 1939 i Xanthi, Grekland, död 28 januari 2008 i Aten, var ärkebiskop och primas över Greklands autocefala kyrka från 1998 till sin död.

## Biografi
Christos Paraskevaides föddes i norra Grekland 1939 som en av två söner till en handelsman. 1961 blev han diakon, och studerade därefter juridik och teologi, för att 1965 bli prästvigd. Han var själasörjare i Aten i nio år, och tjänade därefter i Heliga synoden. Det senare var under militärjuntans tid, och detta förordnande har därför kritiserats. Christodoulos har emellertid hävdat att han var okunnig om juntans övergrepp. 1974 utnämndes han till metropolit av Demetrias, och vigdes till biskop den 14 juli samma år. Den 28 april 1998 valdes han till den avlidne ärkebiskop Seraphims efterträdare som ärkebiskop av Aten och hela Grekland. Sedan Grekland förlorat Konstantinopel, är detta Greklands autocefala kyrkas högsta post, underställd patriarken av Konstantinopel, den östortodoxa kyrkans primus inter pares.
Ärkebiskopen hade en framträdande roll i det grekiska samhället såsom primas över Greklands kyrka. Som sådan påverkade han i hög grad den allmänna opinionen i Grekland i dagsaktuella inrikes- och utrikespolitiska frågor, däribland Kosovokriget, att regeringen tog bort religionstillhörigheten från de grekiska passen, och Kostas Karamanlis strävan till ökad sekularisering i skolorna. Han betraktades som en av de starkare konservativa och nationalistiska krafterna i landet, var uttalat motståndare till globalisering, "amerikanisering" och upplysningens idéarv, samt kritisk till att de mänskliga rättigheterna ställdes över Kyrkans kamp mot synden. Han öppnade en dialog med Romersk-katolska kyrkan, under påve Johannes Paulus II, efter att de båda kyrkorna brutit med varandra vid den stora schismen 1054.
Endast 69 år gammal avled Christodoulos av cancer, en vecka och fem dygn efter att han fyllt 69. Han var en av de mest populära ärkebiskoparna i Greklands historia, och med anledning av hans dödsfall utlyste Greklands regering en fyra dagar lång landssorg.